# Мусохранов, Евгений Сергеевич
Евгений Сергеевич Мусохранов (род. 30 ноября 1937, Салаир) — советский шахтёр, бригадир ГРОЗ шахты «Юбилейная». Герой Социалистического Труда (1978).

## Биография
Родился 30 ноября 1937 года в городе Салаир Гурьевского района Новосибирской области (с 1943 года — территория Кемеровской области).
В 1953 году закончил сельскохозяйственное училище в Новосибирске. 
В начале 1960-х годов работал по заливке глиной отработанных шахт. Затем уезжает в Донбасс в бригаду к Ивану Стрельченко. 
В 1966 году пришёл он работать на гидрошахту «Юбилейная» (Кузбасс, город Новокузнецк). До этого работал и трактористом, и бульдозеристом, и проходчиком. 
Но своё место нашёл Евгений Сергеевич именно на шахте в бригаде Г. Н. Смирнова. Вместе добывали они миллион тонн угля на-гора, а затем и полтора миллиона. И когда встал вопрос о том, кому возглавить новую бригаду, которой сразу надо было штурмовать прямо-таки олимпийские вершины — в первый же год выдать на-гора миллион тонн угля, то Смирнов с чистым сердцем выдвинул кандидатуру Евгения Сергеевича. 26 опытных мастеров, воспитанных бригадой Г. Н. Смирнова, составили основу комсомольско-молодёжного коллектива, помогли внедрить научную организацию труда и оптимальные варианты организации производства. Бригада была создана в декабре 1975 года. А 16 декабря 1976 года в один день 2 бригады гидрошахты «Юбилейная» стали бригадами — миллионерами. Много сил, труда, знаний отдал этому рекорду и Евгений Сергеевич. Этот рекорд его комсомольско-молодёжная бригада повторила и на следующий год.
Е. С. Мусохранов — кавалер орденов Ленина, Трудового Красного Знамени, знака «Шахтёрская слава», лауреат премии Кузбасса 1974 года, награждён многими медалями.
В 1978 году за выдающиеся успехи в труде и досрочное выполнение социалистических обязательств, принятых в честь 60-летия Великой Октябрьской Социалистической Революции, Мусохранову Евгению Сергеевичу было присвоено звание Героя Социалистического Труда.

## Сочинения
- Мусохранов Е. С. Плечо старшего друга